# 모스크바 대공
모스크바 대공(러시아어: Великие князья Московские)은 모스크바 대공국을 지배했던 대공의 칭호이다. 초기에는 모스크바가 대공국보다 작은 공국의 지위에 있었기 때문에 모스크바 공(러시아어: Князья Московские)이라는 칭호를 사용하였으나 이후 모스크바가 대공국으로 승격한 이후부터는 모스크바 공작 대신 모스크바 대공이라는 칭호를 사용하였으며, 나중에는 모스크바 및 전러시아의 대공(러시아어: Великие князья Московский и всея Руси)이라는 칭호를 사용하다가 1547년 이반 4세가 전러시아의 차르라는 칭호를 사용하면서 폐지되었다.

## 목록

### 모스크바 공
- 다닐 알렉산드로비치 (1283-1303)
- 유리 3세 (1303-1325)

### 모스크바 대공
- 이반 1세 (1325-1340)
- 시메온 이바노비치 (1340-1353)
- 이반 2세 (1353-1359)
- 드미트리 돈스코이 (1359-1389)
- 바실리 1세 (1389-1425)
- 바실리 2세 (1425-1462)
- 이반 3세 (1462-1505)
- 바실리 3세 (1505-1533)
- 이반 4세 (1533-1547)